# Гуденко, Павел Гаврилович
Па́вел Гаври́лович Гуденко (7 марта 1911, Новодеревянковская — 9 марта 1994, Краснодар) — капитан Советской Армии, участник Великой Отечественной войны, Герой Советского Союза (1945).

## Биография
Павел Гуденко родился 7 марта 1911 года в станице Новодеревянковская (ныне — Каневской район Краснодарского края). Русский. Двоюродные братья Павла Гуденко казаки: Александр Ефимович и Фёдор Ефимович погибли в годы Гражданской войны. Окончил семь классов школы, работал в колхозе. В 1930 году переехал в Донбасс, где работал кочегаром на электростанции. В 1932 году Гуденко был призван на службу в Рабоче-крестьянскую Красную Армию. В 1934 году он окончил школу младших командиров. В 1935 году был демобилизован и направлен на службу в органы НКВД СССР в Грозном, работал оперуполномоченным уголовного розыска, помощником начальника городского отделения милиции. В 1941 году с началом войны Гуденко был повторно призван в армию. С ноября 1943 года — на фронтах Великой Отечественной войны. Принимал участие в боях на 1-м Украинском, 1-м и 2-м Белорусских фронтах. В 1944 году Гуденко окончил курсы усовершенствования офицерского состава. Участвовал в боях на Сероцком плацдарме, Млавско-Эльбингской, Восточно-Померанской, Берлинской операциях. К апрелю 1945 года старший лейтенант Павел Гуденко был заместителем командира батальона по строевой части 358-го стрелкового полка 136-й стрелковой дивизии 70-й армии 2-го Белорусского фронта. Отличился во время форсирования Одера.
18-19 апреля 1945 года Гуденко переправился через Одер во главе штурмовой группы в районе населённого пункта Шёнинген (ныне — Каменец к югу от Щецина) и захватил плацдарм на западном берегу реки, после чего удерживал его до подхода основных сил полка. Во время отражения немецких контратак бойцы группы Гуденко подбили вражеский танк и два бронетранспортёра. Группе удалось вырваться вперёд и захватить господствующую высоту, способствовав успешной переправе советских войск.
Указом Президиума Верховного Совета СССР от 29 июня 1945 года за «умелое руководство подразделением, отвагу и мужество, проявленные при форсировании Одера и в боях на захваченном плацдарме» старший лейтенант Павел Гуденко был удостоен высокого звания Героя Советского Союза с вручением ордена Ленина и медали «Золотая Звезда» за номером 8616.
В 1947 году в звании капитана Гуденко был уволен в запас. С 1948 года работал в органах МВД СССР в Краснодарском крае. Был оперуполномоченным, затем начальником отделения Управления уголовного розыска краевого УВД, лично раскрыл несколько сотен преступлений. 
В 1979 году в звании подполковника милиции Гуденко вышел в отставку. Занимался общественной деятельностью. 
Умер 9 марта 1994 года, похоронен на Славянском кладбище Краснодара.

## Награды
- Орден Красного Знамени[4];
- Орден Александра Невского[4];
- Орден Отечественной войны 1-й степени[4];
- два ордена Красной Звезды[4];
- Заслуженный работник МВД СССР[2];
- медали.

## Память
В 1994 году в Краснодаре в честь Гуденко названа улица.
В 1998 году средней школе № 43, в станице Новодеревянковской, присвоено имя П. Г. Гуденко.